# المجرى الثابت
المجرى الثابت (بالفرنسية: Parcours immobile) هي أولى روايات الكاتب المغربي اليهودي إدمون عمران المالح، نُشرت سنة 1979 بالفرنسية عن منشورات "لافادي" ، قبل أن تُعاد طباعتها في المغرب سنة 1993 عن مطبعة النجاح وترجمها عبد الكبير الشرقاوي،. يشكل هذا العمل تجربة سردية فريدة تستند إلى أسلوب تجريبي، حيث يُزاوج الكاتب بين البوح الشخصي، والتفكيك الذهني لتجربة الهوية، والتاريخ، والذاكرة، من خلال بناء روائي غير خطي وشذري الطابع.

## نبذة
تسرد الرواية، من خلال شذرات وصور متقطعة، تجربة شخصية وجماعية ليهودي مغربي يعيش في باريس بعد أن غادر المغرب في أعقاب الاستقلال. لا تقدم الرواية حبكة تقليدية بقدر ما ترسم مسارًا للتيه الفكري والوجودي، حيث تتداخل الأحداث والذكريات والهواجس لتشكل "مجرى ثابتًا" للذات في علاقتها مع الوطن، الآخر، والتاريخ. تعكس الرواية علاقة الكاتب المتوترة مع فكرة الهوية المتعددة، كما تعبّر عن قلق المثقف المنتمي لأقليات مزدوجة الإقصاء: بوصفه يهوديًا، ومغربيًا، ومثقفًا ماركسيًا.

## الخصائص الأسلوبية
تتسم الرواية بأسلوب تفكيكي وشذري، حيث لا وجود لتسلسل زمني واضح، بل تتوزع المقاطع السردية بين تأملات، ذكريات، ومونولوغات داخلية. يعتمد المليح لغة شعرية تأملية تمزج بين الفلسفة والاعتراف الشخصي والكتابة التجريبية. وتتجلى في الرواية آثار مدرسة جاك دريدا التفكيكية، كما يستدعي المليح أعمال فرنسيس بونفوا، جيل دولوز ووالتر بنيامين بشكل غير مباشر.تشكل الرواية مساحة لإعادة النظر في علاقة اليهود المغاربة بالوطن، وتفكك مفهوم "المنفى" الثابت، إذ يصبح "التيه" تجربة دائمة، لا ترتبط بمكان واحد. من خلال الراوي الذي يشبه المؤلف، تضع الرواية سؤال الانتماء في مواجهة مفاهيم الدولة القومية، والانتماء الطائفي، والذاكرة الاستعمارية.

## التلقي النقدي
حظيت الرواية باهتمام نقدي واسع في المغرب وفرنسا، واعتبرها كثيرون نقطة انطلاق لكتابة مغايرة في الأدب المغربي الفرنكوفوني. يرى عبد الكبير الشرقاوي أن المليح قدم "تمرينًا على الكتابة ضد الكتابة" من خلال تفكيك السرد التقليدي. أما الباحث الفرنسي Daniel Rivet فقد رأى في الرواية "كتابة ذاكرة الشتات المنسي"، تعيد طرح أسئلة الاندماج والانفصال.كما وصفت الناقدة كاثرين طوسي الرواية بأنها مثال نادر على "الكتابة الطاردة"، حيث "يرفض النص احتضان القارئ أو طمأنته، بل يدفعه إلى قلق وجودي دائم". واعتبر دومينيك إده أن المليح "يكتب كمن ينقّب عن ذاته في صخور اللغة".في السياق العربي، يرى رشيد بنحدو أن المليح أعاد إلى السرد المغربي طاقة التساؤل العميق، وربط بين التجربة الذاتية والوعي السياسي. وكتب حسن نجمي أن الرواية تشكل لحظة "تفكيك جمالي لصدمة التاريخ واللغة والمنفى". وأشار نور الدين أفاية إلى أن المليح "ينتمي إلى سرد الهوامش، حيث يصبح الوجود نفسه سؤالًا غير محسوم".